# کارلوس کوریا
کارلوس کوریا (انگلیسی: Carlos Correia؛ زادهٔ ۶ نوامبر ۱۹۳۳ – درگذشتهٔ ۱۴ اوت ۲۰۲۱) سیاستمدار اهل گینه بیسائو بود. وی در چهار دوره در سال‌های ۱۹۹۱–۱۹۹۴، ۱۹۹۷–۱۹۹۸، ۲۰۰۸–۲۰۰۹ و از ۲۰۱۵–۲۰۱۶ نخست‌وزیر این کشور بود.